# تیم هل نو
تیم هِل نو (به انگلیسی: Team Hell No) نام یک تیم کشتی‌کج حرفه‌ای در کمپانی WWE است که اعضای ان را کین و دانیل براین تشکیل می‌دهند.

## فعالیت در WWE

### سال 2013

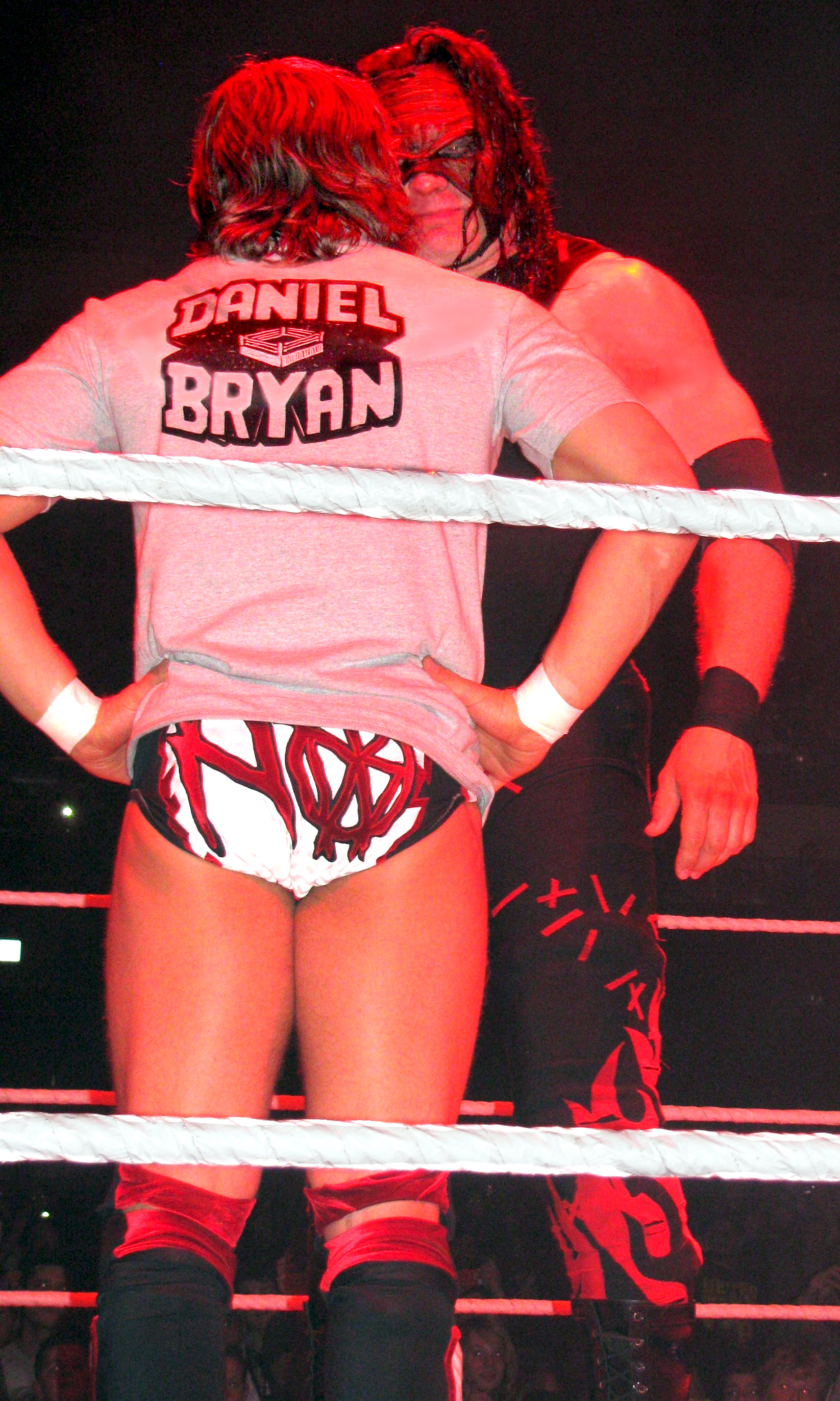
دنیل برایان و کین به عنوان تیم هل نو

آن دو ابتدا با دارن یانگ و تایتس اونیل مسابقه دادن و پس از شکست دادن آن‌ها به عنوان تیم اول در نایت شب قهرمانان با کوفی کینگستون و آر-تروث مسابقه دادن و توانستن ان‌ها را شکست دهند و کمربند تگ تیم را به دست آورند. آن‌ها چندین بار از کمربندهای خود دفاع کردند.

### افتخارات
- قهرمانی کمربندهای تگ تیم WWE برای ۱ بار[۴]